# Palazzo della Corgna
Il palazzo della Corgna, detto anche palazzo ducale, è situato vicino alla rocca del Leone e fu la principale residenza dei della Corgna che governarono, dal 1563 al 1647, il marchesato di Castiglione del Lago, poi ducato dal 1617.
Concepito come una piccola "reggia", era separato dal paese e circondato da un fiorente giardino, celebrato dal poeta di corte Cesare Caporali e dal consigliere politico Scipione Tolomei.
(Leone Pascoli, Testamento politico,)

## Storia

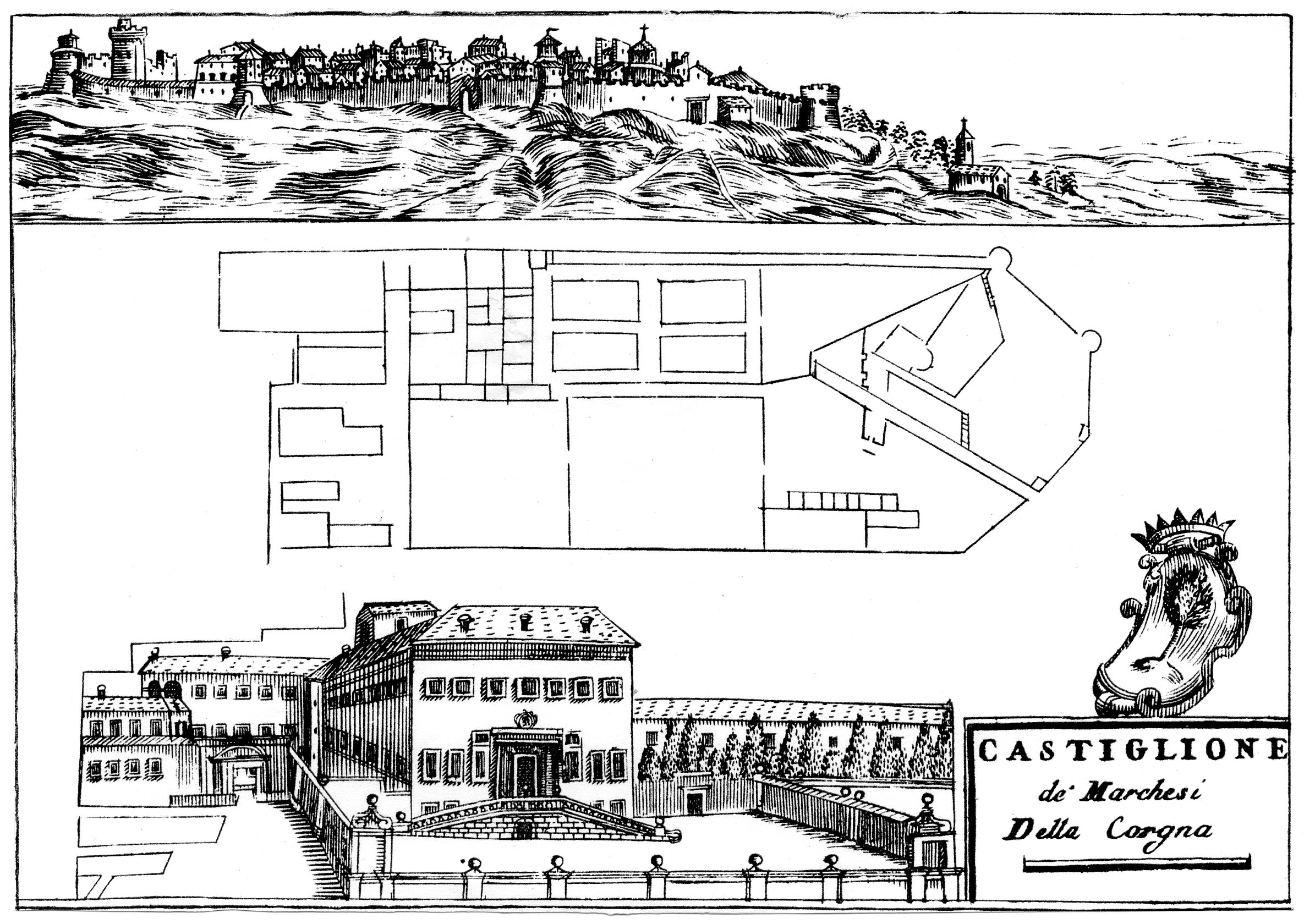
Stampa raffigurante il palazzo e i decantati giardini

Ormai è accertato che sia il Vignola che Galeazzo Alessi concorsero alla progettazione del palazzo da realizzare su una casa-torre di caccia dei Baglioni, al limite della cerchia muraria della formidabile fortezza del Leone, eretta nel 1247 da frate Elia. L'architetto perugino era amico e maestro di architettura di Ascanio della Corgna (che volle partecipare ai lavori), il Vignola era stato al servizio di suo zio Giulio III. Insignito del rango di marchese dal papa Pio IV, Ascanio desiderava, con una fastosa residenza, dare prestigio alla sua dinastia.
I della Corgna erano originari della zona di Bastia, presso Passignano, ma avevano consolidato la loro posizione sociale a Perugia, soprattutto dopo le nozze di Francia con Giacoma (futuri genitori di Ascanio e del cardinale Fulvio), sorella del papa Giulio III Ciocchi del Monte. E saranno anche i matrimoni, infatti, a contribuire all'ascesa della famiglia: con i Baglioni, i della Penna, i Colonna, gli Sforza, i Mendoza e i Dudley di Northumberland.
Ascanio e suo fratello furono mecenati e cultori delle arti: oltre al palazzo castiglionese fecero costruire una seconda lussuosa dimora a Castel della Pieve, un casino di caccia a Gioiella, la Villa del Colle del Cardinale, la palazzina di Pietrafitta e di Perugia (quest'ultima residenza cittadina, detta il palazzo del duca, fu sistemata dal loro nipote Diomede).
Il palazzo di Castiglione del Lago fu abitato da tutti i marchesi fino all'ultimo duca Fulvio II Alessandro che vi morì nel 1647. Anche il cardinale della Corgna disponeva qui del suo appartamento.
Molte sale dell'edificio furono affrescate con temi mitologici, esoterici ("mondo a rovescio") e, soprattutto, con le gesta di Ascanio. L'autore principale delle pitture fu il Pomarancio (è stato rinvenuto, nell'Archivio di Stato di Roma, il contratto sottoscritto da lui e dal marchese Diomede, oltre a quattordici cartoni preparatori, conservati in Inghilterra), seguito da Salvio Savini, da Giovanni Antonio Pandolfi e dalle esercitazioni dilettantesche di don Fabio, fratello minore di Fulvio II, e del poeta di corte Cesare Caporali.
Dopo l'estinzione del ducato, la residenza vide diminuire il suo prestigio e fu data in locazione a diverse famiglie, fino alla vendita, nel 1870, al comune di Castiglione del Lago
Il pregiato arredamento dei della Corgna si disperse tra gli affittuari o fu portato via dall'unica figlia di Fulvio Alessandro, Francesca (coniugata a Cortona), e dalla sua seconda moglie Teresa Dudley, lasciando in loco solo 24 poltrone e un organo.

## Descrizione

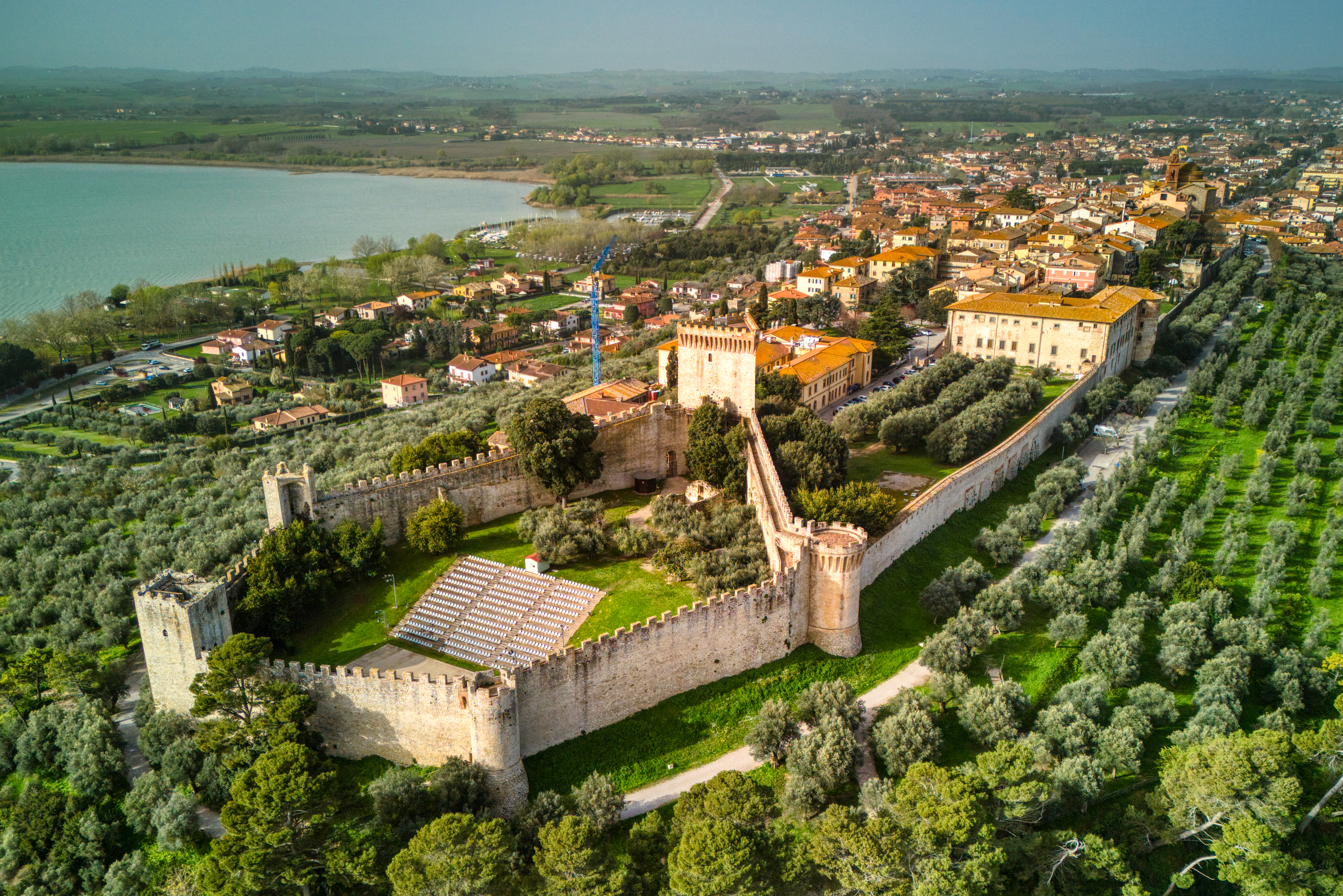
Palazzo della Corgna e la Fortezza Medievale

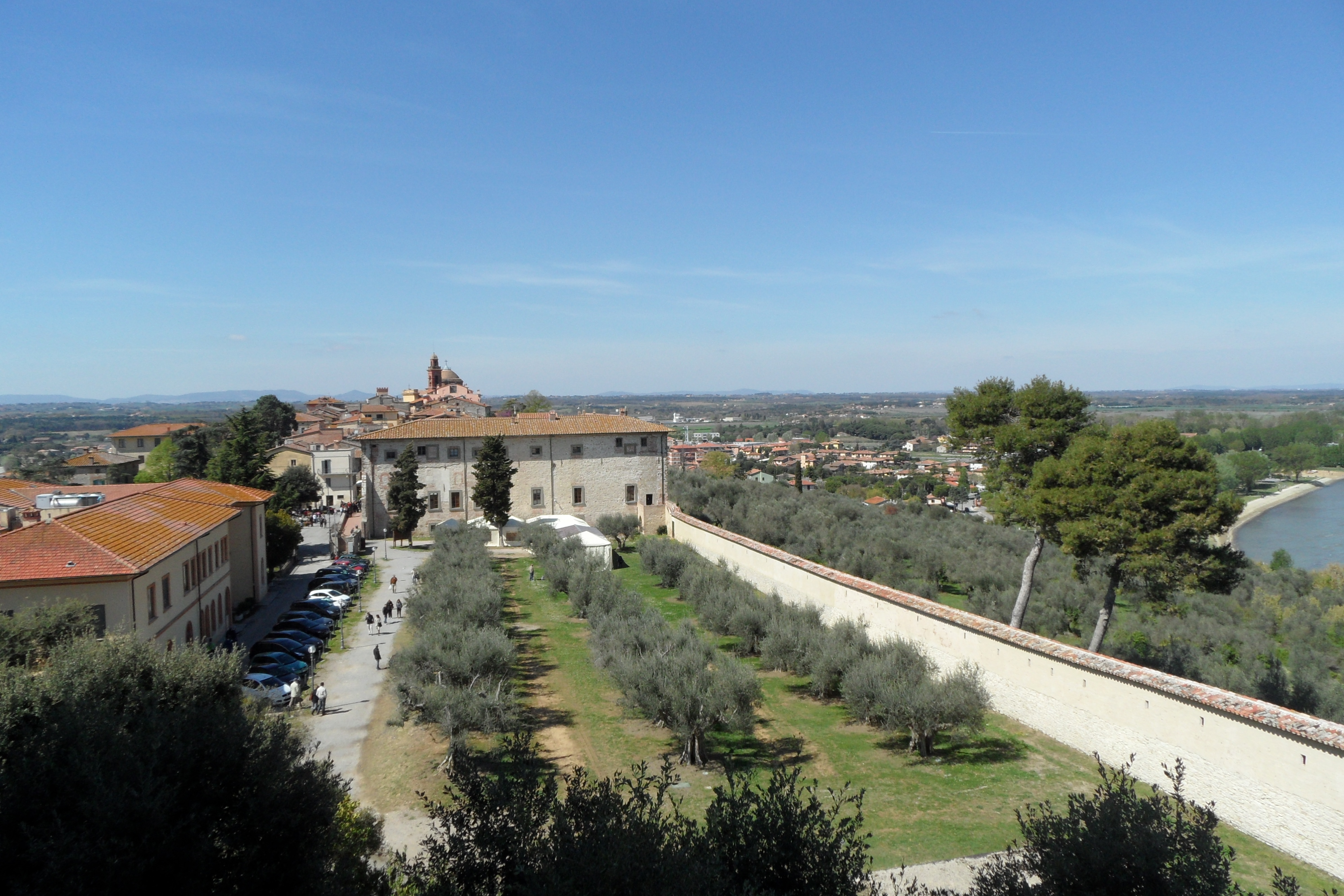
Camminamento dal Palazzo della Corgna alla Fortezza

### L'esterno
Il palazzo, a forma di una elle, era articolato su quattro elevazioni: locali privati, scuderie e sotterranei; ingresso, cucine ed annessi; piano nobile, con l'appartamento del marchese, e alloggi per il personale. L'ingresso principale, cui si accedeva mediante due rampe di scale, era localizzato nell'avancorpo: sul retro, con vista sul lago Trasimeno, si apriva un secondo accesso contenuto in una torre.
Il lato destro dell'edificio era caratterizzato da tre teorie di finestre, dove quelle più grandi e centrali corrispondevano alla sala del segretario di corte, del luogotenente e del trono o studio del marchese: una porta segreta di quest'ultimo comunicava con un camminamento coperto, con feritoie sul lago, che conduceva alla rocca del Leone e poteva essere utilizzato come via di fuga, in caso di incombente pericolo.

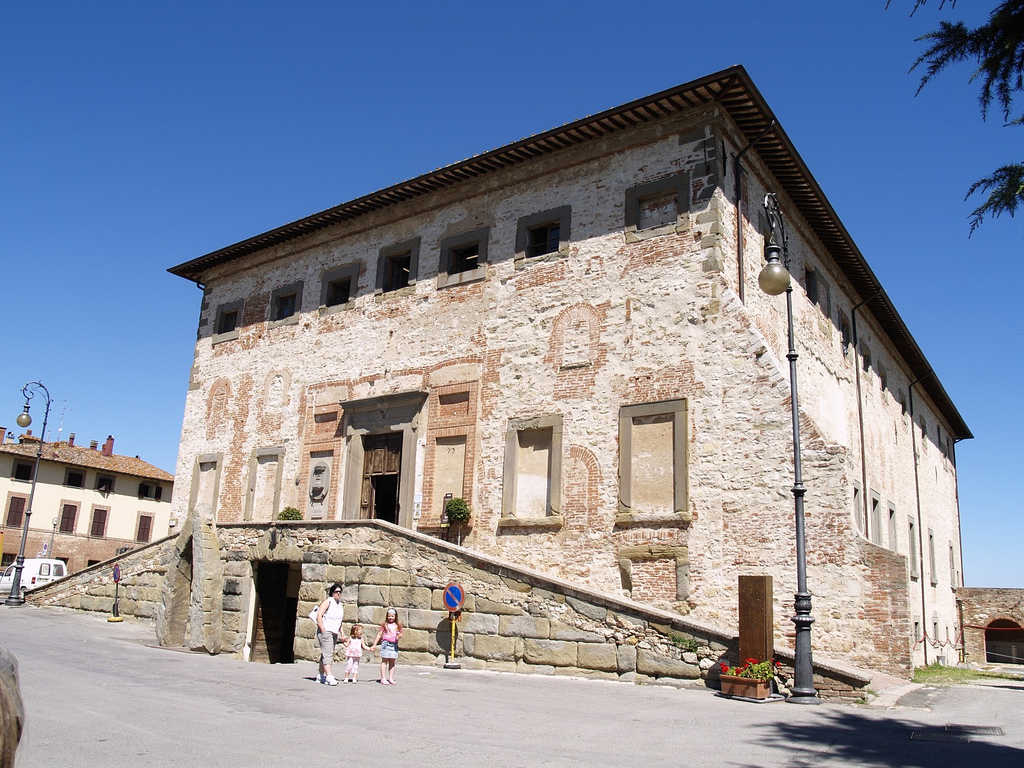
Il palazzo ducale (facciata)
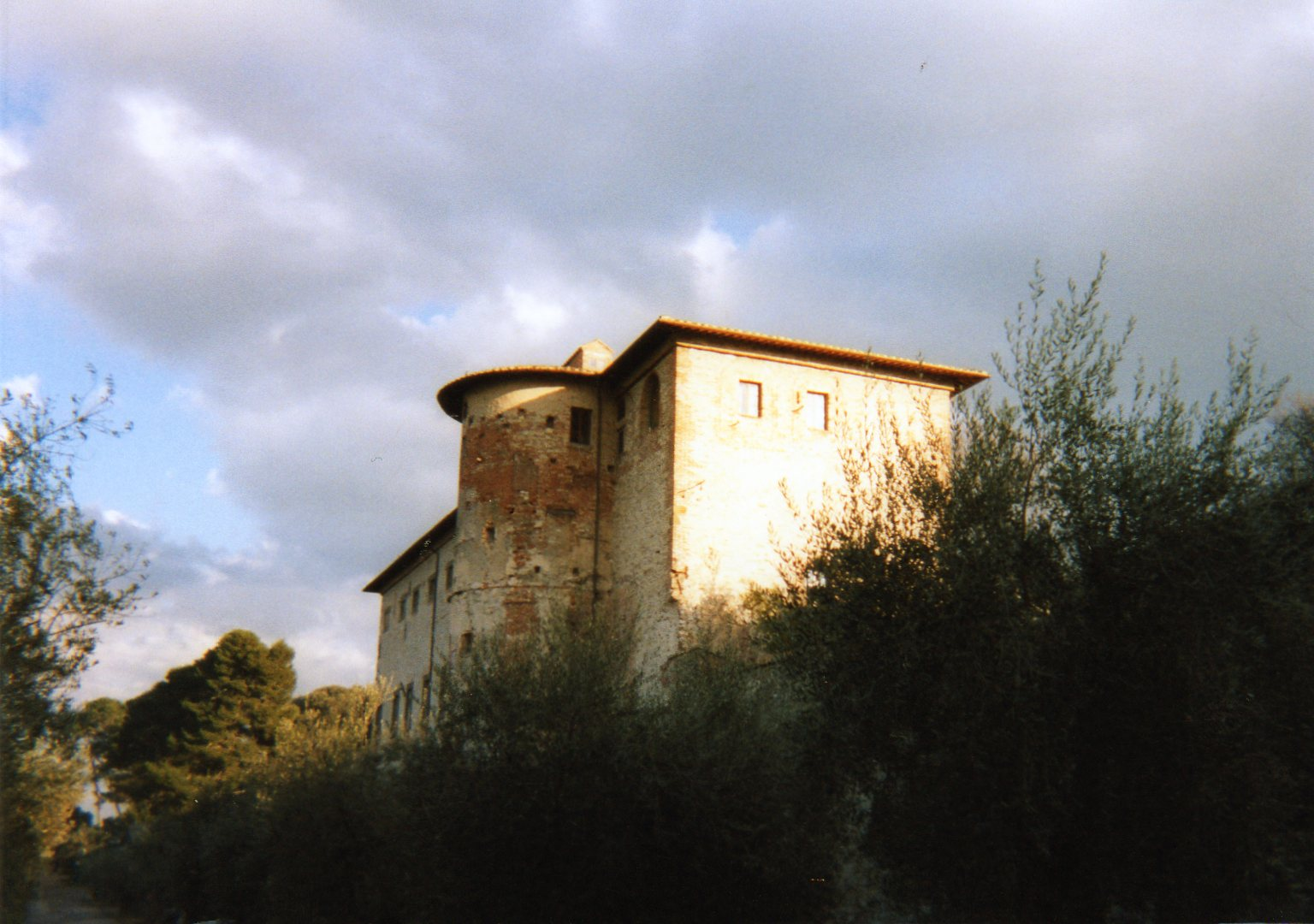
Il palazzo (retro sul lago)
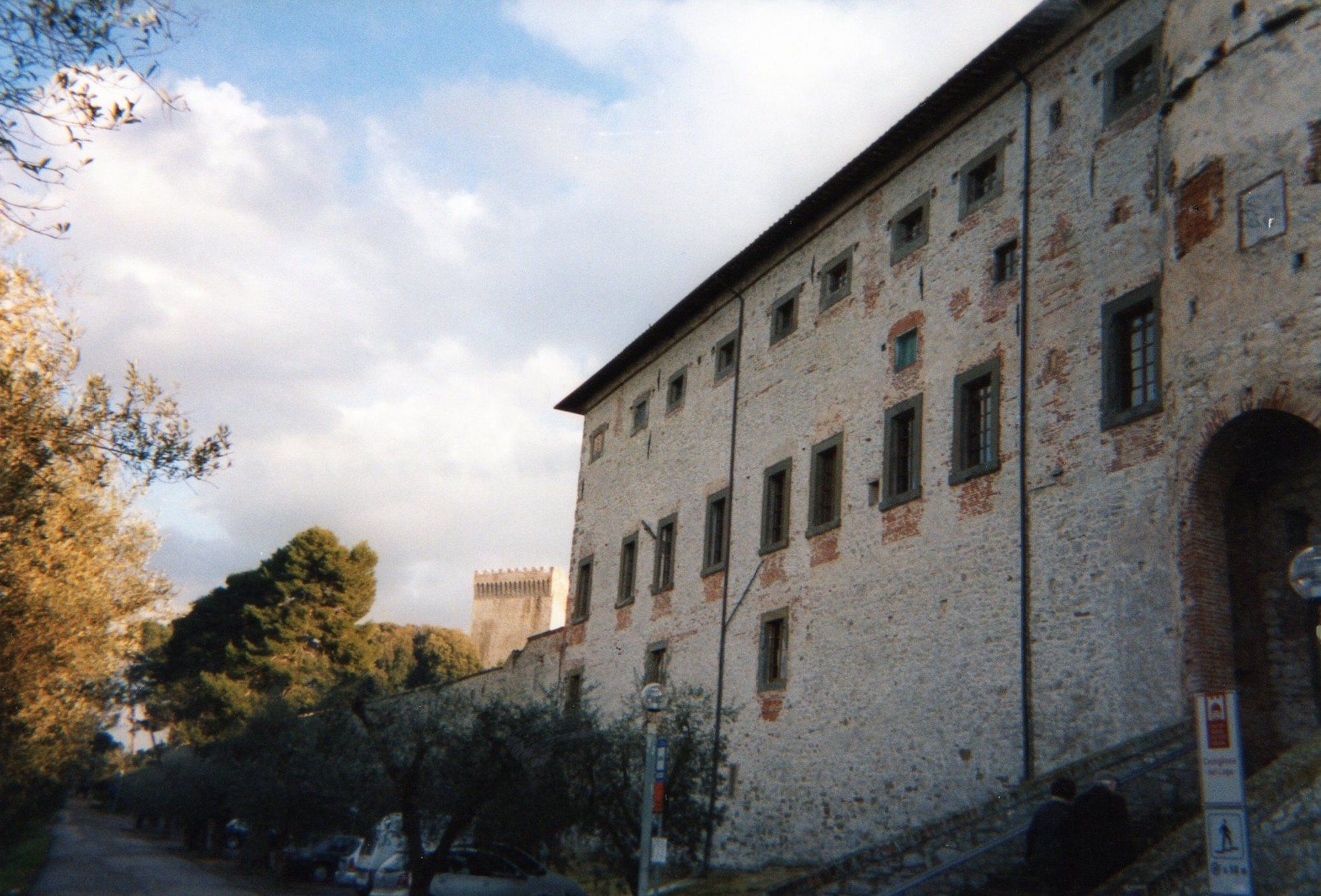
Le finestre della sala del trono e la rocca

### L'interno
Il vestibolo della residenza corgnesca fu affrescato dal manierista Salvio Savini (Il Giudizio di Paride) che dipinse anche i quattro stemmi ordinatigli dal marchese Diomede, nipote e successore di Ascanio: (della Corgna, Ciocchi del Monte - dello zio papa Giulio III che aveva concesso il feudo -, il blasone del cardinale Fulvio e quello di sua moglie Colonna).

La Sala Maggiore era il luogo di rappresentanza del marchesato e, in quanto tale, gli affreschi commissionati al Pomarancio da Diomede della Corgna-della Penna (1582-83) avrebbero dovuto eternare le gesta di Ascanio I: sul soffitto la consegna da parte di Giulio III al nipote del Bastone di custode della Chiesa, sulle pareti il ricordo degli assedi cui il condottiero partecipò e, unico nel suo genere, il famoso duello con Giovanni Taddei.
Più avanti, la Sala di Giove, con raffigurazioni degli Dei dell'Olimpo realizzati da Salvio Savini. Dalla Sala del Teatro si accedeva alla Sala del trono, in cui tutti i signori, fino all'ultimo duca Fulvio II Alessandro, sbrigavano gli affari dello staterello: dominava il vano lo stemma di famiglia (con il caratteristico arbusto di corniolo e particolari della vita di Cesare; le altre pitture furono compiute da Fabio della Corgna, figlio minore di Ascanio II. Dallo studio si poteva comunicare col camminamento verso la fortezza e, all'interno, con la Sala del Luogotenente, con affreschi di soggetto mitologico del Savini, sede del vicario del marchese, e con la Sala del Segretario di corte (le Gesta di Annibale, furono decorate da un improvvisato pittore Cesare Caporali), luogo di lavoro di Scipione Tolomei, al servizio di Diomede, Ascanio II e Fulvio II Alessandro, ultimo duca.
Infine la Sala dell'Eneide, affrescata con storie dell'eroe troiano dal Pomarancio e da Giovanni Antonio Pandolfi, dove si riuniva il Consiglio dei Priori; la Sala dell'Archivio con la vicenda di Fetonte, del Pandolfi; la Sala di Diana e Callisto, con le caratteristiche scene del mondo a rovescio; la Sala delle Arti (prigione) e delle Metamorfosi (Apollo e Dafne).

Il duello tra Ascanio e Giovanni Taddei
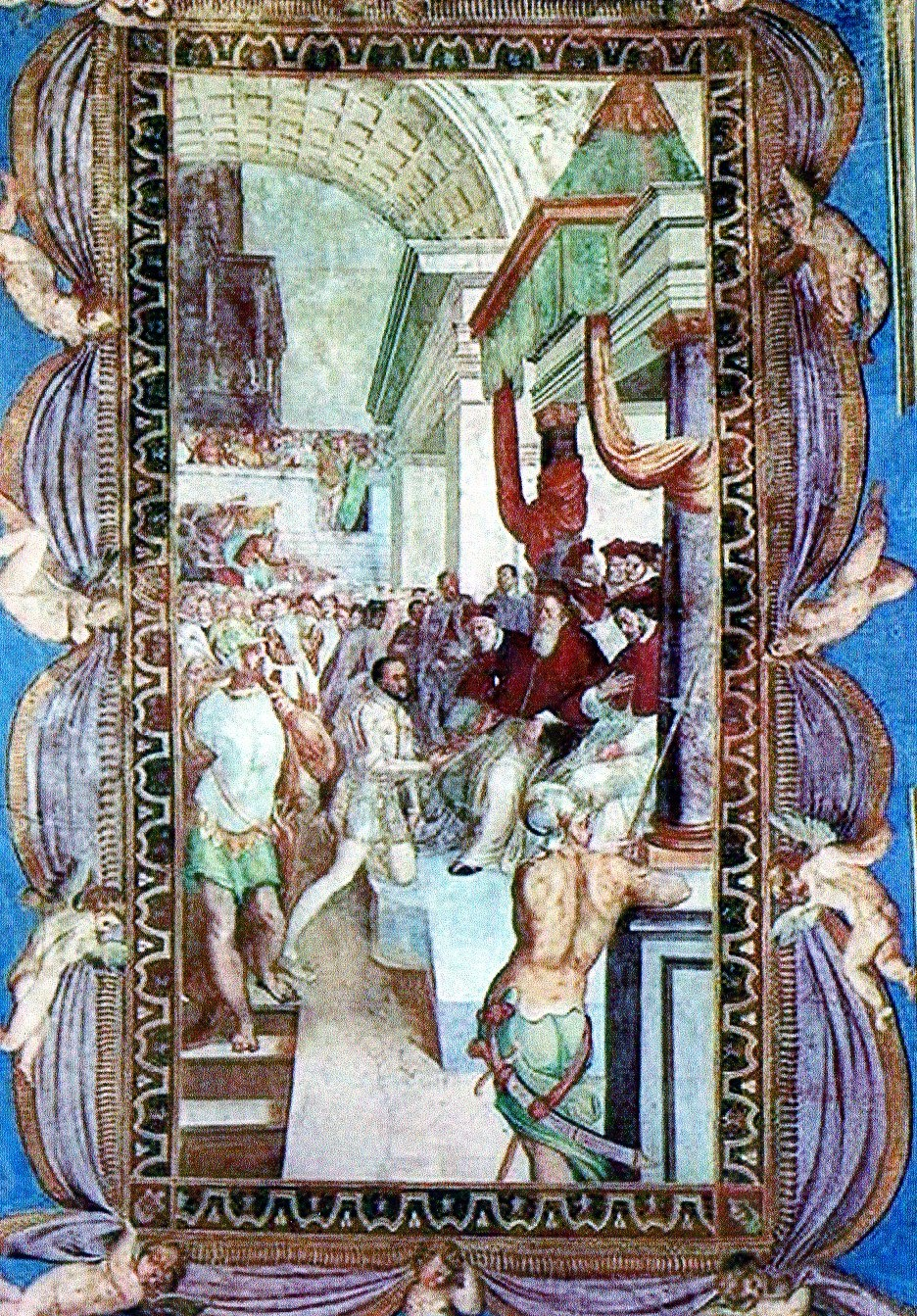
Giulio III dà ad Ascanio il bastone di Custode della Chiesa

### Le "stanze segrete"
L'appartamento del duca di Castiglione del Lago era ubicato tra il seminterrato ed il piano nobile. Qui furono allestite le tre cosiddette stanze segrete (sotto la sala del trono), in cui specialmente i marchesi Diomede ed Ascanio II organizzavano riunioni private, assai ambite, con i più noti letterati ed artisti perugini, alla presenza del poeta bernesco Cesare Caporali e del segretario di corte Scipione Tolomei che, nelle sue Lettere, ne documentò l'effettiva esistenza.
Fu proprio il Caporali, col suo estroso temperamento, a suggerire l'esecuzione degli affreschi presenti e a collaborare nella loro effettiva stesura: sia lui che il Tolomei, come Ascanio II, facevano parte dell'Accademia degli Insensati di Perugia.
Il Caporali era stato al servizio del cardinale Giulio d'Acquaviva, a Roma, che, nello stesso periodo ospitava nel proprio palazzo Miguel de Cervantes: questi, più tardi, combatté nella battaglia di Lepanto al seguito di Ascanio della Corgna e, in una sua opera (il poema Viaje del Parnaso), ricorderà il poeta di Panicale. La connessione tra le singolari personalità dei due scrittori era indubbiamente all'origine del significato occulto delle stanze segrete del palazzo castiglionese, dense di enigmi figurativi. I dipinti rappresentavano gli incauti trasgressori, i grandi puniti e il mondo alla rovescia (Prometeo, Ganimede, le Muse.), rendendo giustizia ai deboli solitamente schiacciati dai prepotenti o più forti. L'irriverenza di questo universo attestava e comunicava il forte legame tra l'artista esecutore, il committente e il poeta, anche con la celebrazione delle varie sembianze di Apollo.

Il borgo di Castiglione del Lago fu progettato tenendo conto della simbologia esoterica del numero 3 (il 3 comanda l'universo ed è il numero più magico e potente), secondo una consuetudine diffusa nell'architettura e urbanistica del tempo: tre porte, tre chiese.
La struttura urbanistica del paese, ideata da Ascanio della Corgna su proposte dell'amico-maestro Galeazzo Alessi, si sosteneva su un'essenziale concordanza del numero tre, appunto, che rievocava la Santissima Trinità e rifletteva la suddivisione sociale del periodo, caratterizzata da clero, nobili e contadini. Gli edifici religiosi erano tre (La Maddalena, San Domenico e Sant'Agostino), la rocca del Leone era triangolare, le arterie borghigiane ugualmente tre, poi ridotte a due, e tre le porte d'accesso: Porta Perugina che portava al palazzo marchionale e al munito castello, Porta Senese che conduceva al centro del paese in cui si elevava la Torre del Popolo, originaria sede municipale, e Porta Fiorentina, dal Trasimeno, e tuttora unica carrozzabile.

Porta Perugina
Porta Fiorentina
Porta Senese

## L'ultima coppia ducale
Fulvio II Alessandro (1589-1647) e la seconda moglie Teresa Dudley di Northumberland (1623-1698) furono gli ultimi duchi che risiedettero nel palazzo castiglionese. Fulvio, inoltre, vi nacque (18 aprile) e vi morì (12 dicembre), unico tra i della Corgna. Morta nel 1644 la sua prima consorte Eleonora de Mendoza, era necessario un nuovo matrimonio per avere un figlio, onde evitare l'estinzione del feudo: infatti il motu proprio di Pio IV, del 19 novembre 1563, proibiva la successione delle donne e dei maschi ecclesiastici.
Il 24 settembre 1645 furono, dunque, celebrate le nozze tra il vedovo cinquantaseienne e la ventiduenne anglo-fiorentina Teresa Dudley, discendente dal famoso conte di Leicester, favorito di Elisabetta I d'Inghilterra. La nuova duchessa di Castiglione del Lago soggiornò nel palazzo soltanto due anni: il tempo per avere un figlio (Fulvio jr. che morirà dopo cinque mesi), assistere alle conseguenze della guerra con il granduca di Toscana e alla morte successiva del marito per polmonite. Le cronache tramandano che lo fece frettolosamente tumulare nella cappella del Salvatore nello stesso sarcofago occupato dal poeta Cesare Caporali e, raccolte le suppellettili più preziose, ritornò subito a Firenze per diventare, dopo qualche anno, la contessa di Scavolino, in quanto sposa di Mario di Carpegna. Il palazzo fu completamente spogliato dei preziosi arredi e l'archivio dei della Corgna disperso.